# Sidy Sarr
Sidy Sarr (Dakar, 5 giugno 1996) è un calciatore senegalese, centrocampista dell'Avenir Soliman.

## Carriera

### Club
Il 28 settembre 2015 ha firmato un triennale, con opzione per altre due stagioni, con il Kortrijk. Il 30 giugno 2017 passa in prestito annuale allo Châteauroux.
Il 1º luglio 2017 si trasferisce in prestito al Châteauroux. Terminato il prestito, viene riscattato dal club francese.
Il 4 settembre 2018 viene ceduto in prestito al Lorient, per una stagione.
Dopo aver fatto ritorno dal prestito, viene acquistato il 7 agosto 2019 per 2 milioni di € dal Nîmes.
Nella stagione 2022-2023 gioca nella prima divisione portoghese con il Chaves.

### Nazionale
Con la nazionale under-20 senegalese ha partecipato alla Coppa d'Africa 2015, conclusa al secondo posto, e al Mondiale di Nuova Zelanda, dove la squadra africana è arrivata quarta.

## Statistiche

### Presenze e reti nei club
Statistiche aggiornate al 28 gennaio 2018.
| Stagione        | Club            | Campionato      | Campionato | Campionato | Coppe nazionali | Coppe nazionali | Coppe nazionali | Coppe continentali | Coppe continentali | Coppe continentali | Supercoppe | Supercoppe | Supercoppe | Totale | Totale |
| Stagione        | Club            | Comp            | Pres       | Reti       | Comp            | Pres            | Reti            | Comp               | Pres               | Reti               | Comp       | Pres       | Reti       | Pres   | Reti   |
| --------------- | --------------- | --------------- | ---------- | ---------- | --------------- | --------------- | --------------- | ------------------ | ------------------ | ------------------ | ---------- | ---------- | ---------- | ------ | ------ |
| 2015-2016       | Kortrijk        | D1              | 6+4        | 0+2        | CB              | 1               | 0               | -                  | -                  | -                  | -          | -          | -          | 11     | 2      |
| 2016-2017       | Kortrijk        | D1              | 25+5       | 0+1        | CB              | 1               | 0               | -                  | -                  | -                  | -          | -          | -          | 31     | 1      |
| Totale Kortrijk | Totale Kortrijk | Totale Kortrijk | 40         | 3          |                 | 2               | 0               |                    | -                  | -                  |            | -          | -          | 42     | 3      |
| 2017-2018       | Châteauroux     | L2              | 18         | 6          | CF+CdL          | 1+1             | 0               | -                  | -                  | -                  | -          | -          | -          | 20     | 6      |
| Totale carriera | Totale carriera | Totale carriera | 58         | 9          |                 | 4               | 0               |                    | -                  | -                  |            | -          | -          | 62     | 9      |

### Cronologia presenze e reti in nazionale
| Cronologia completa delle presenze e delle reti in nazionale ― Senegal | Cronologia completa delle presenze e delle reti in nazionale ― Senegal | Cronologia completa delle presenze e delle reti in nazionale ― Senegal | Cronologia completa delle presenze e delle reti in nazionale ― Senegal | Cronologia completa delle presenze e delle reti in nazionale ― Senegal | Cronologia completa delle presenze e delle reti in nazionale ― Senegal | Cronologia completa delle presenze e delle reti in nazionale ― Senegal | Cronologia completa delle presenze e delle reti in nazionale ― Senegal |
| Data                                                                   | Città                                                                  | In casa                                                                | Risultato                                                              | Ospiti                                                                 | Competizione                                                           | Reti                                                                   | Note                                                                   |
| ---------------------------------------------------------------------- | ---------------------------------------------------------------------- | ---------------------------------------------------------------------- | ---------------------------------------------------------------------- | ---------------------------------------------------------------------- | ---------------------------------------------------------------------- | ---------------------------------------------------------------------- | ---------------------------------------------------------------------- |
| 13-10-2018                                                             | Dakar                                                                  | Senegal                                                                | 3 – 0                                                                  | Sudan                                                                  | Qual. Coppa d'Africa 2019                                              | -                                                                      | 44’                                                                    |
| 16-10-2018                                                             | Khartoum                                                               | Sudan                                                                  | 0 – 1                                                                  | Senegal                                                                | Qual. Coppa d'Africa 2019                                              | 1                                                                      | 83’                                                                    |
| 10-10-2019                                                             | Singapore                                                              | Brasile                                                                | 1 – 1                                                                  | Senegal                                                                | Amichevole                                                             | -                                                                      | 66’                                                                    |
| 13-11-2019                                                             | Thiès                                                                  | Senegal                                                                | 2 – 0                                                                  | Rep. del Congo                                                         | Qual. Coppa d'Africa 2021                                              | 1                                                                      |                                                                        |
| 17-11-2019                                                             | Manzini                                                                | eSwatini                                                               | 1 – 4                                                                  | Senegal                                                                | Qual. Coppa d'Africa 2021                                              | -                                                                      | 46’                                                                    |
| 9-10-2020                                                              | Rabat                                                                  | Marocco                                                                | 3 – 1                                                                  | Senegal                                                                | Amichevole                                                             | -                                                                      | 55’ 69’                                                                |
| Totale                                                                 |                                                                        | Presenze                                                               | 6                                                                      |                                                                        | Reti                                                                   | 2                                                                      |                                                                        |